# Погорілки
Погорі́лки (рос. Погорелки) — присілок у складі Митищинського міського округу Московської області, Росія.

## Населення
Населення — 179 осіб (2010; 121 у 2002).
Національний склад (станом на 2002 рік):
- росіяни — 96 %

## Пам'ятки архітектури
У присілку знаходиться пам'ятка історії місцевого значення — каплиця, яка датується 1910-ми роками.